# Wilhelm Hansen (Psychologe)
Wilhelm Hansen (* 8. November 1899 in Mönchengladbach-Neuwerk; † 1993) war ein deutscher Psychologe und Hochschullehrer im Bereich Pädagogische Psychologie.

## Leben und Wirken
Hansen spezialisierte sich als Psychologe und Charakterologe auf die Entwicklung und das Verhalten von Kindern und Jugendlichen. Er begann seine Lehrtätigkeit 1928 als Dozent am Deutschen Institut für Wissenschaftliche Pädagogik in Münster. 1947 wurde er Professor an der Pädagogischen Hochschule Vechta.
Über die 1949 erschienene zweite Auflage seines Buchs Die Entwicklung des kindlichen Weltbildes schreibt Hugo Reiring in einer Rezension in der Vierteljahrsschrift für wissenschaftliche Pädagogik 1950: „Zusammenfassend sei gesagt: Dieses Buch, dessen Erstauflage 1938 bereits weithin besondere Beachtung fand, hat seinen Platz unter den Standardwerken dieser Art gesichert, selbst wenn man es der Ergänzung durch Einbeziehung der tiefenpsychologischen Forschungsresultate für bedürftig halten würde.“ Auch das erstmals 1959 erschienene Wörterbuch der Psychologie von Wilhelm Hehlmann referenziert das Werk unter den Stichworten Kinderpsychologie und Schulalter.
Mitte der 1950er Jahre initiierte Hansen die Buchreihe Psychologie der Unterrichtsfächer der Volksschule des Deutschen Instituts für wissenschaftliche Pädagogik in Münster, die er als Herausgeber betreute. Bis zum Ende der 1960er Jahre erschienen darin mindestens acht teils mehrfach aufgelegte Bände, darunter auch sein eigenes Buch Kind und Heimat.
Peter Dudek nennt ihn als zeitgenössischen Kritiker der Wiener Schule, der die Biologisierung des psychologischen Denkens und die „Annahme einer relativ eindeutig vorherbestimmten Kurve des seelischen Entwicklungsverlaufs“ zurückweist.

## Schriften (Auswahl)

### Monografien
- Wilhelm Hansen: Beiträge zur pädagogischen Psychologie. Münster-Verlag, F. Volckmar, Münster, Leipzig 1933, DNB 57221457X. (Herausgeber und Mitautor, Herausgegeben im Auftrag des Deutschen Instituts für wissenschaftliche Pädagogik, Inhaltsverzeichnis)
- Wilhelm Hansen: Die Entwicklung des kindlichen Weltbildes. 1. Auflage. Kösel-Pustet, München 1938, DNB 361458487. Inhaltsverzeichnis Mehrfach neuaufgelegt, zuletzt 6. Auflagen 1965 DNB. Die 2. Auflage (1949) wurde 2023 von der DNB digitalisiert DNB. Das Werk erschien ursprünglich auch in Grundwissenschaften der Pädagogik, Handbuch der Erziehungswissenschaft, Teil 2. München: Kösel-Pustet, 1938.
- Wilhelm Hansen: Kind und Heimat : Psychologische Voraussetzungen der Heimatkunde in der Grundschule. Kösel, München 1968, DNB 456907939., Inhaltsverzeichnis
- Buchreihe als Herausgeber: Psychologie der Unterrichtsfächer der Volksschule, in Verbindung mit dem Deutschen Institut für wissenschaftliche Pädagogik in Münster. München: Kösel, ab 1955.

### Artikel
- Wilhelm Hansen: Psychologische Bemerkungen zur Montessori-Methode. In: Vierteljahrsschrift für wissenschaftliche Pädagogik. Band 6, Nr. 4, 11. November 1930, ISSN 0507-7230, S. 545–573, doi:10.30965/25890581-00604005 (brill.com [abgerufen am 19. November 2024]).
- Wilhelm Hansen: Zur Psychologie des Erstleseunterrichtes. In: Vierteljahrsschrift für wissenschaftliche Pädagogik. Band 9, Nr. 4, 9. Oktober 1933, ISSN 0507-7230, S. 392–410, doi:10.30965/25890581-00904002 (brill.com [abgerufen am 19. November 2024]).
- Wilhelm Hansen: Die Psychologie in der Lehrerbildung. 1965, doi:10.25656/01:23466 (pedocs.de [abgerufen am 19. November 2024]). erschienen in Präsidium des Pädagogischen Hochschultages, Vorstand des Arbeitskreises Pädagogischer Hochschulen (Hrsg.): Psychologie und Soziologie in ihrer Bedeutung für das erziehungswissenschaftliche Studium. Bericht über den 6. Pädagogischen Hochschultag vom 25. bis 28. Oktober 1965 in Berlin. 1966, doi:10.25656/01:23446 (pedocs.de [abgerufen am 19. November 2024]). (Zeitschrift für Pädagogik, Beiheft 6)